# Do or Die: Diary 1982
Do or Die: Diary 1982 è un album che racconta il tour europeo di Nico dal 18 gennaio al 28 marzo 1982. È dotato di canzoni dagli album The Marble Index, Desertshore, The End, Drama of Exile.
È stato originariamente pubblicato su audiocassetta nel novembre 1982, poi venne pubblicato su CD nel 2000.

## Tracce
1. Janitor of Lunacy – 4:02
2. All Tomorrow's Parties – 4:44
3. Saeta – 4:19
4. Saeta – 2:56
5. Vegas – 3:13
6. No One Is There – 4:02
7. Innocente and Vain – 2:23
8. Secret Side – 3:43
9. Procession – 3:06
10. Heroes – 5:52
11. Femme Fatale – 3:03
12. All Tomorrow's Parties – 2:43
13. I'm Waiting for the Man – 6:30
14. The End – 8:13

Le tracce 1, 2 e 13 vennero registrate a Bologna, Italia al Teatro Nuova Medica il 28 marzo 1982.

Le tracce 3, 5 vennero registrate a Rotterdam, Paesi Bassi il 7 marzo 1982.

La traccia 4 venne registrata a Manchester, Londra il gennaio 1982.

Le tracce 6, 8, 12 e 14 vennero registrate a Copenaghen, Danimarca il 14 febbraio 1982.

Le tracce 7, 9 e 11 vennero registrate a Londra, Inghilterra il 18 gennaio 1982.

La traccia 10 venne registrata ad Amsterdam, Paesi Bassi il 6 marzo 1982.

## Musicisti
- Nico - voce, armonium
- Blue Orchids:
  - Martin Braham - chitarra, coro
  - Rick Goldstraw - chitarra
  - Una Baines - tastiera
  - Steve Garvey - basso, coro
  - Toby Toman - batteria